# Диско-поло
Диско-поло — жанр попмузики який є напрямком танцювальної музики, створений у Польщі у 1980-х роках. На початку 1960-х років вона була знана як тротуарна музика  або також як дворова музика. Ця тенденція, будучи різновидом міського музичного фольклору, була дуже популярна у 1990-х роках. Пік популярності припадає на 1995—1997 рр.. Потім відбувся поступовий спад популярності цього жанру музики, що призвело до його остаточного — як тоді вважали — колапсу на початку 21 століття. Відродження популярності диско-поло відбулося взимку 2007 року. Словник польської мови видавництва PWN визначає цей музичний жанр як польську різновид диско-музики з простими мелодіями та часто грубими текстами.

## Характеристика
Музичний шар класичних дискотечних творів диско-поло характеризується найпростішими гармонічними візерунками, простою мелодією, яка часто посилається на традиції сільської народної музики, простим, рівномірним ритмом у поєднанні з синкопованими барабанами та супроводжуючими аналоговими, ніжними звуками синтезатора або клавішних. У творах цього жанру домінує 4/4 долі. Вокальні партії пісень, створені виключно польською мовою, зазвичай є мелодраматичними текстами про нещасне кохання, або грубі тексти, а також часто жартівливі та святкові тексти.

## Історія

### Коріння та витоки жанру
Жанр походить від музики, яку грають на весіллях та вечірках спеціальні колективи з репертуаром народних та весільних, але інструменти змінюються: замість акустичних — електронні, а у 1980-х роках і електронні клавіатури (наприклад, клавішні). Крім того, на появу цього жанру значний вплив мали музичні піджанри диско популярні в 1980-х роках у Європі, а також у Польщі — італо-диско та євродиско а певною мірою і виконавці музики диско з країн колишніх радянських республік Соціалістичного Союзу (виконавці диско-поло перекладали деякі пісні цих виконавців з російської на польську, як наприклад Biała Róża («Біла троянда») групи Grupe Amora — оригінальна версія «Белые розы». Nadzieja («Надія») групи Skaner — оригінальна версія Весна — комп. Вячеслав Янко, Kasiu Katarzyno («Касю Катажино») гурту Milano — оригінальна версія «Катя-Катерина» — комп. Андрій Державін або Żółte tulipany («Жовті тюльпани») групи Imperium — оригінальна версія — «Жёлтые тюльпаны» — вок. Наташа Корольова), а також музика з цих країн (переважно російська, білоруська та українська). Також на творців цього жанру вплинула діяльність польських композиторів популярної музики, переважно з 1970-х та 1980-х років. ХХ століття, таких як Януш Ласковський, Happy End, Tercet Egzotyczny, Яцек Лех, Зофія та Збігнев Фрамер та Papa Dance, пісні польських двірських гуртів міжвоєнного періоду та творчість польських музичних колективів 1970-х років. У 1980-ті роки, такі як Мали Владзьо, Польські Орли, Бяло-Червоні та Боббі Вінтон, за зразком груп, що грали на вечірках та весіллях.
Перша група, що представляє цей жанр — Bayer Full, була сформована 19 листопада 1984 р., тоді як друга група, цього ж жанру — Top One, була сформована в 1986 р. і обидві групи стали одними з першопрохідців музики диско-поло. На межі 80-х та 90-х років ХХ столітті були сформовані такі гурти, як Akcent, Atlantis, Big Dance, Boys і Fanatic, а в 1990 році був створений перший офіційний лейбл запису дисків з музикою диско-поло — Blue Star. Основними центрами тротуарної музики, а згодом і диско-поло, були Білосток та інші міста Підляшшя (більшість артистів жанру походять саме з цієї частини Польщі), а також Жирардов та Сохачев під Варшавою. Однією з найвідоміших пісень жанру була Mydełko Fa (Мильце Фа), записана в 1991 році Мареком Кондратом і Марленою Дроздовською, яка повинна була стати пасшем цієї музики, але вона стала великим хітом і сприяла популярності цього жанру, і його послідовники прийняли його майже як свійо гімн.

### З 90-х У ХХ столітті до 2002 року

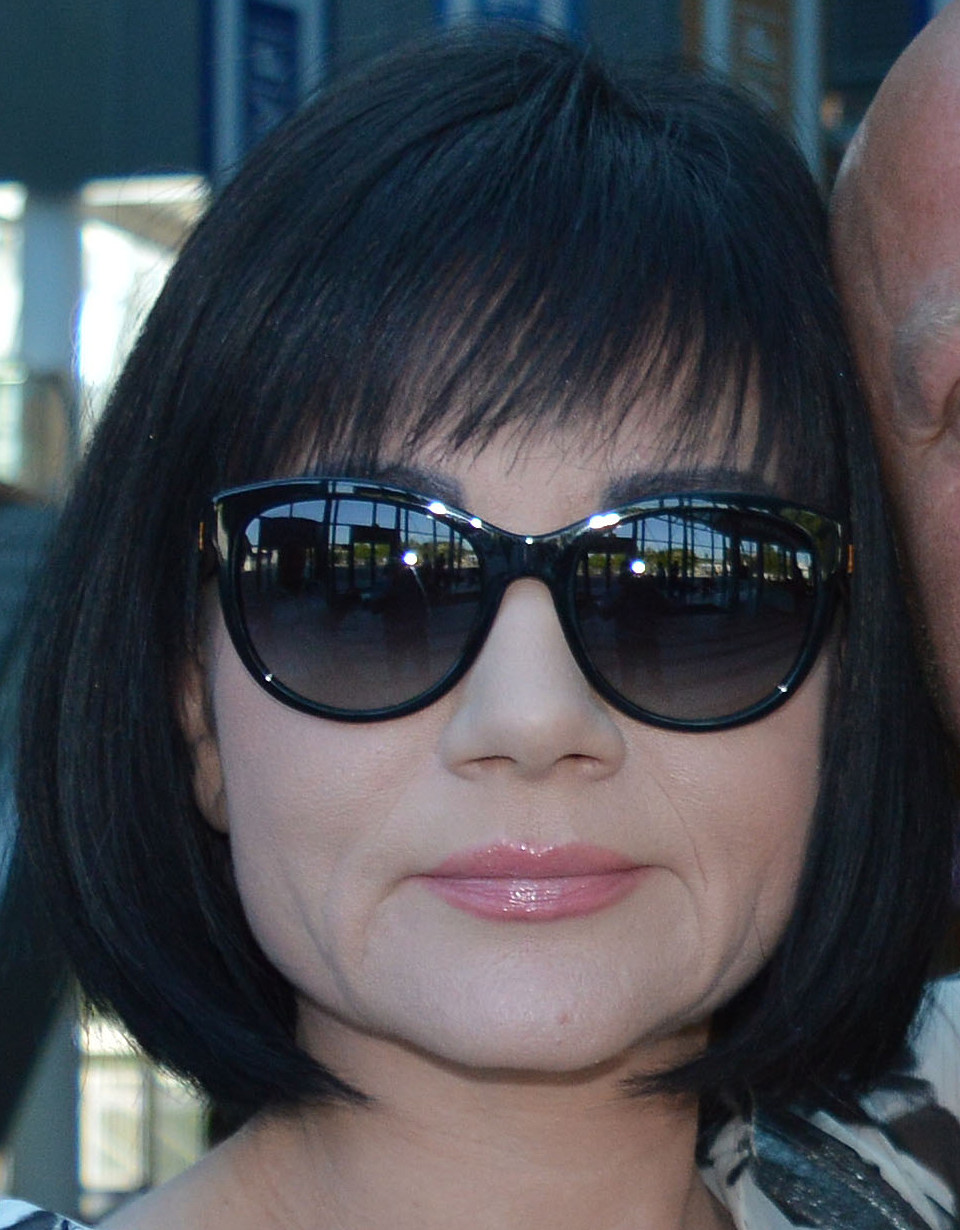
Shazza

Ідею назви диско-поло, створеної в 1993 р. за образом італо-диско (італійський музичний стиль початку 80-х років ХХ століття), подав Славомір Скрета, власник звукозаписної компанії Blue Star із села Реґули поблизу Варшави. Ця назва швидко набула популярності та успішно замінила попередню назву «тротуарна музика», яку винайшли в колах польської рок-музики. У першій половині 1990 — х років ця музика стала масовим явищем, хоча практично була відсутня в засобах масової інформації. Записані поза офіційним тиражем касетні стрічки та компакт-диски досягли величезного тиражу. 29 лютого 1992 року відбулася гала-програма Chodnikowa and Popular Song, присвячена цій музичній течії, що транслювалася на каналі TVP1. На 90-ті роки припадає найбільша популярність жанру, а пік популярності припав на 1995—1997 роки.
У середині 90-х диско-поло знайшло місце в телевізійних програмах (в тому числі «Disco Relax» — прем'єра 4 грудня 1994 р. та «Disco Polo Live» — прем'єра 3 лютого 1996 р.) на Polsat , на той час TV Polonia 1 місцевих станцій у великих міських агломераціях та TVP Polonia та в радіопрограмах (в тому числі «Disco-Polo і Zbyszek Puchalski» та «Disco Polo and Mirosława Marecka» — прем'єра відбулася в січні 1994 р.) на Радіо Еска, а також на деяких регіональних радіостанціях та місцевих станціях кабельного телебачення. В інших ЗМІ ця музика на той час майже повністю відсутня і розглядалася основними ЗМІ як символ кічу та примітивізму. У 90-х роках. У 1980-х роках деякі колективи поєднували цей жанр з точки зору музики із жанрами танцю, хауз та техно.
До парламентських виборів у 1993 та 1997 рр. Та президентських виборів у 1995 р. під час виборчої кампанії у Польщі були задіяні групи та співаки диско-поло, в тому числі Маріан Крзаклевський, Вальдемар Павлак та Олександр Кваснєвський (президентські вибори в Польщі в 1995 р., Байєр Фул — «Президент», Top One — " Оле Олек! ", Kozacy FM — «І ти більше не будеш сам» у передвиборчій кампанії AWS та інші). У 1997 р. Славомір Свіжинський, лідер гурту Bayer Full, що виконує цей музичний жанр, без успішно балотувався на місце Польської селянської партії на парламентських виборах.
З кінця вересня 1995 р. до кінця 1997 р. випускався щомісячно журнал під назвою «Super Disco», присвячений цій музичній течії.
31 грудня 1995 р. на телеканалі TVP1 вийшла програма про диско-поло під назвою «Karnawałowa Gala Disco Polo».
У 1996 році вийшов документальний фільм під назвою «Бара Бара», режисерів Марії Змарж-Кочанович та Міхала Арабудзького, присвячені цьому музичному напряму, фільм транслювався того ж року на TVP1.
24 квітня 1998 року вийшов фільм Роберта Глінського під назвою Любіть і робіть те, що хочете, в якому головний герой виїжджає за кордон щоб грати на фортепіано в цьому музичному жанрі.
Наприкінці 90-х. ХХ ст. (з 1997 р.  до 2001 р. спостерігався надмір цієї музики та різке падіння продажів касет та компакт-дисків, продажі впали майже на половину, з одночасним збільшенням інтересу до польської попмузики, рок-музики та хіп-хопу, а також іноземного хіп-хопу, танцю та електронної музики. Поява польських груп та виконавців танцювальної музики на музичному ринку також мала великий вплив на зниження популярності цього жанру . Тоді ж програми, присвячені цій музиці, були зняті з ефірів Radio Eska, TV Polonia 1 та TVP Polonia. Групи диско-поло мали дедалі більше фінансових проблем через зменшення кількості проданих альбомів та зіграних концертів. Наприкінці серпня 2002 року з ефірів каналу Polsat зникли програми Disco Relax (останній ефір 25 серпня) та Disco Polo Live (останній ефір 24 серпня) внаслідок чого багато гуртів припинили або припиняли свою діяльність, і цей жанр зник із засобів масової інформації на кілька років. Різке зниження популярності призвело до еміграції деяких представників цього жанру з Польщі, головним чином до США (сьогодні деякі митці продовжують там свою діяльність).

### Після 2002р

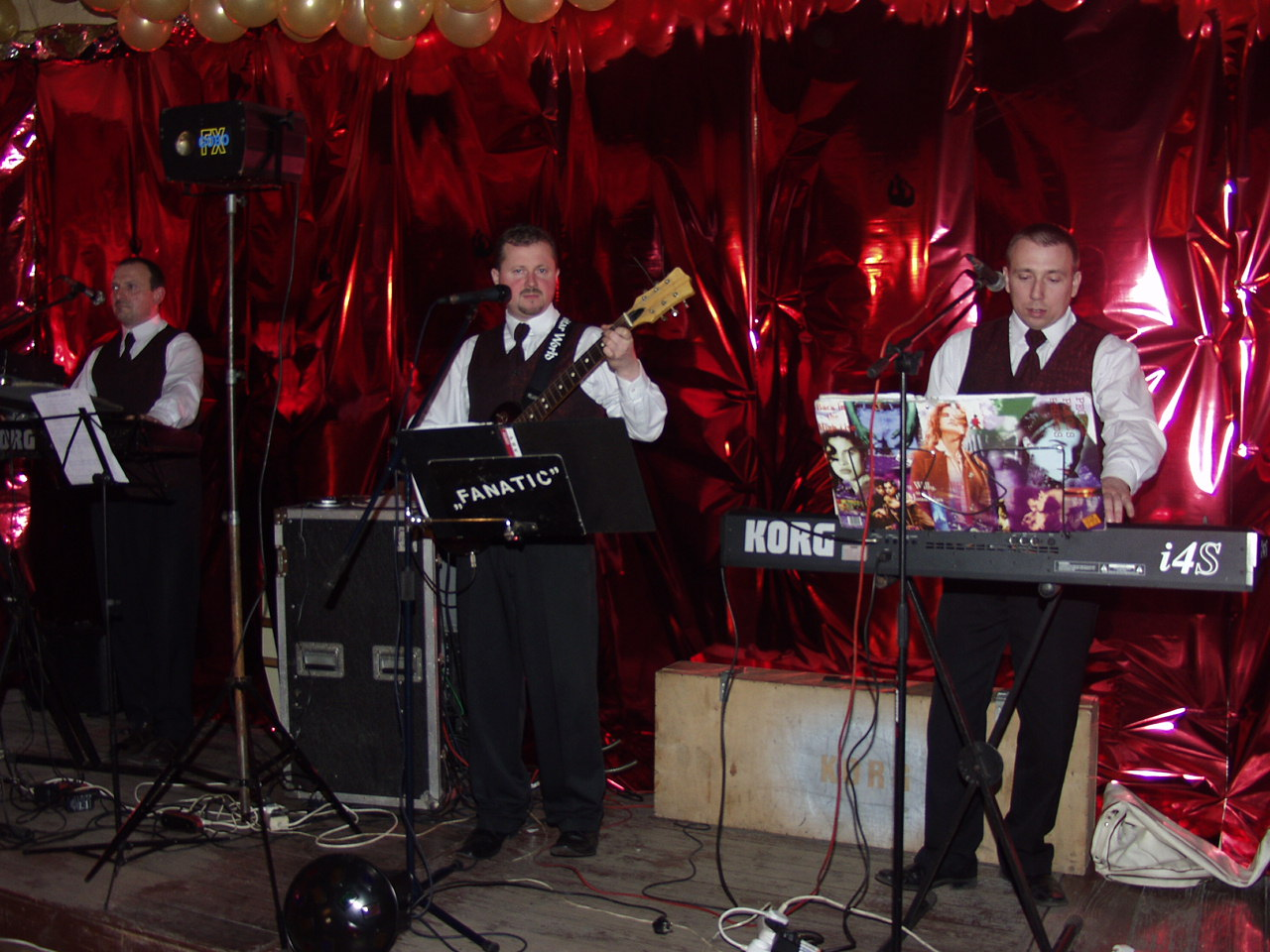
Група Fantastic

У 2002—2007 роках деякі колективи продовжували свою діяльність (наприклад, Toples або Weekend). У цей період групи навіть випускали свої нові альбоми, але через відсутність жанру в польських ЗМІ на той час вони не набули популярності. 12 серпня 2004 р. У Газета Виборча була опублікована стаття Войцеха Орлінського під назвою «Смерть диско-поло», що описувала занепад цього музичного жанру на межі ХХ і ХІ століть. 6 серпня 2006 року TVN транслював програму під назвою Uwaga! (Увага!) із серії «Куліси слави», присвячену відродженню цього музичного жанру. Цей репортаж був визнаний користувачами Інтернету найкращим репортажем 2006 року та повторений 31 грудня.
У 2007 році, після п'ятирічної перерви, ця музика знову з'явилася на телевізійних екранах завдяки станції iTV, яка щоденно транслює програму під назвою Дискостація. Крім того, просування відбувається в Інтернеті завдяки двом пов'язаним з нею Інтернет-радіостанціям. З цього ж року групи знову почали грати на концертах, кількість яких з кожним роком зростала, і знову розпочався продаж дисків, що зробило групи знову прибутковими.
З 5 липня 2008 року трансляція тротуарної музики «Не тільки Барахолка», раніше знана як «Барахолка», повернулася на Польське радіо в Любліні. Трансляція відбувається з 21:00 до 2:00 у ніч на п'ятницю.
У першій половині 2009 року музику диско-поло рекламував канал Edusat, але через три місяці він від цього відмовився.
У березні 2009 року iTV відновив програму Disco Polo Live, яка виходила багато років тому, але її трансляція була припинена в березні 2011 року. З 7 травня 2011 року Disco Polo Live транслюється на телеканалі Polo TV.
4 жовтня 2009 р. У Tele 5, вийшла нова програма, присвячена течії диско-поло під назвою Диско Банджо, яка триває приблизно 50 хвилин. Продюсер — Мацей Ямроз. На каналі Tele 5 програма транслювалася разом з Power Dance до 2012 року. Тепер[коли?] програма «Диско Банджо» виходить щоранку на каналі Polonia 1.
З 5 грудня 2010 року на каналі VIVA Polska щонеділі транслювався блок із танцювальною музикою під назвою «Диско понад усе». Ця програма збільшила глядацьку аудиторію станції вдвічі і з кожним наступним епізодом збирала ще більшу аудиторію, але канал перестав її транслювати через півтора роки. Диско-поло також транслювалося на телеканалі CSB, але канал закінчив мовлення в травні 2012 року. 7 травня 2011 року було запущено телевізійний канал, присвячений головним чином музиці диско-поло — Polo TV. З 19 грудня 2011 року цей канал транслювався на цифровому ефірному телебаченні в 1-му мультиплексі і став найпопулярнішим музичним каналом у Польщі. 27 вересня 2011 року був запущений канал TV Disco, на якому цей жанр транслювався разом із дискотечною, танцювальною та електронною танцювальною (клубною), яка наразі виходила в ефір до кінця січня 2015 року. На цьому каналі мала бути відновлена програма Disco Relax, що транслювалася в 1990-х на Polsat, яка нарешті повернулася 12 лютого 2012 року на телеканалі Polo. Наразі Disco Polo Live та Disco Relax транслюються на телеканалі Polo. 20 жовтня 2012 року програма Vipo Disco Polo Hity, яку проводив Войцех Гродзкі і транслювалася на станції до 30 грудня 2017 року, щосуботи о 10:00 перейшла з каналу TVS на Polo TV.
У 2011 році режисер Мацей Бочняк зняв документальний фільм під назвою Один мільярд щасливих людей розповідає про подорож групи цього музичного жанру — Bayer Full та її виступи в Китаї.
1 грудня 2012 року телеканал Polsat запустила нову програму, присвячену музиці диско-поло під назвою «Імперія диско-поло», це були повторення Polsat Play. З 21 квітня 2013 року по 1 червня 2013 року ця програма транслювалася ATM Entertainment, а з 3 серпня 2013 року вона транслюється на Polsat 2 о 2:00.

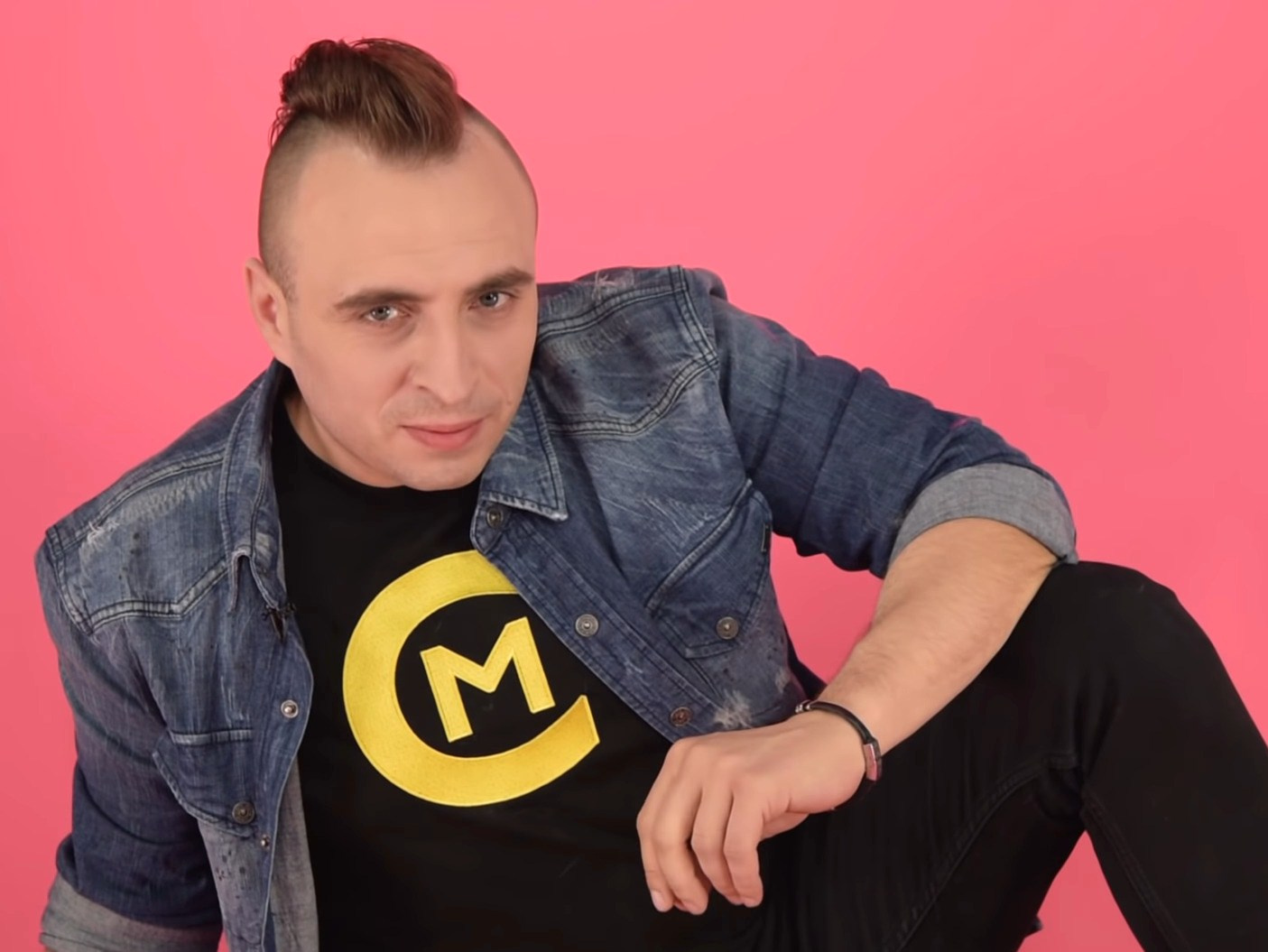
Чадоман (Czadoman)

З 8 квітня по 1 грудня 2013 року диско-поло пропагувалося на Радіо Плюс, гасло станції було змінено з Ніжні хіти на Завжди в ритмі, окрім диско-поло, там транслювали пісні танцювальної музики 80-х та 90-х. З 1 грудня 2013 року ця музика була передана на радіо Vox FM. Причиною цієї зміни стали протести слухачів радіо Плюс та єпископів, які володіють ліцензіями радіо Плюс.
17 серпня 2013 року телеканал Polsat показав концерт Disco Under Sails, в якому взяли участь зірки диско-поло: Akcent, Shazza, Boys, Classic та Weekend. Це був перший концерт диско-поло після закінчення програм цього жанру на каналі за останні 10 років, а його аудиторія склала 2,7 мільйона.
1 травня 2014 року було запущено ще один телевізійний канал, присвячений диско-поло Disco Polo Music, який належить Telewizja Polsat.

27 лютого 2015 року вийшов фільм Мацея Бочняка «Диско-поло», що розповідає історію групи музикантів з провінцій, які пробиваються на перші місця у чартах «Диско-Поло». 26 лютого 2015 року, у зв'язку з прем'єрою цього фільму, вказаному музичному жанру був присвячений епізод програми "Hala odlotów ", що транслюється на TVP Kultura.
4 грудня 2017 року ТОВ Telewizja Polsat, в результаті угоди, укладеної з Grupom ZPR Media, придбало 100 % акцій Lemon Records, мовника телеканалів Polo TV та Vox Music TV, що транслює цей музичний жанр, ставши таким чином його єдиним власником.
Дві найпопулярніші польськомовні пісні на YouTube — це пісні з жанру диско-поло. Пісня «Вона танцює для мене» («Ona tańczy dla mnie») групи Weekend довгий час займала перше місце в списку. Наприкінці червня 2017 року, досягнувши межі 106 мільйонів переглядів, пісня «Через твої зелені очі» («Przez twe oczy zielone») групи Akcent побила польський рекорд, одночасно відкинувши Weekend на друге місце в таблиці. Завдяки великій популярності цієї пісні, гурт Akcent у складі Зенона Мартинюка та Ришарда Варота на межі 2016/2017 року в Закопаному вперше з'явився в новорічну ніч, на концерті організованому телекомпанією Telewizja Polska, і транслювався в прямому ефірі на TVP2 як зірка жанру диско-поло. TVP2 також придбав права на трансляцію гала-концерту «25 років диско-поло», який відбувся 25 червня 2017 року на стадіоні «Полонія» у Варшаві. За даними Nielsen Audience Measurement, концерт «25 років диско-поло» переглянули 2,6 мільйона глядачів на TVP2.
Цей жанр після 2002 року в музичному плані деякими виконавцями асоціюється з танцювальною музикою та іншими жанрами електронної танцювальної (клубної) музики зокрема повер денс, євроданс, ну-електро та техно. Після 2002 року твори цього жанру часто містять елементи бенкетної та поп-музики. До гуртів та виконавців цього напряму, що здобув велику популярність після 2002 року, належать: Weekend, Andre, Czadoman, Tomasz Niecik, Eva Basta, Masters, DJ Disco ft. MC Polo, Cliver, Effect, Power Play, After Party та Piękna i Młodzi, а сам жанр став також популярним за межами Польщі, особливо серед польської діаспори.

## Наявність жанру в ЗМІ

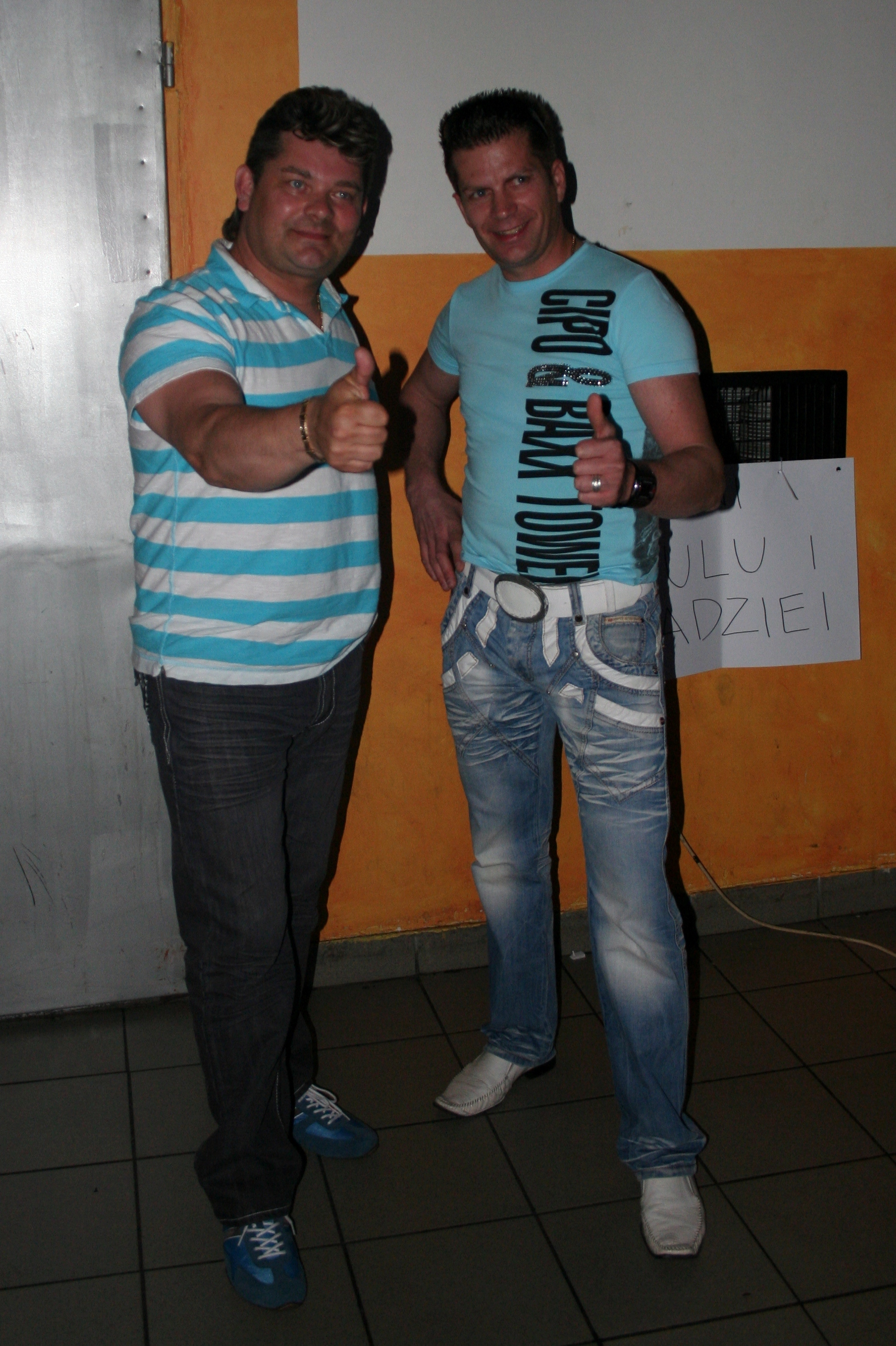
Група Akcent (Акцент)

З середини 90-х до початку ХХІ століття теле- та радіопрограми, присвячені музиці диско-поло, транслювалися на Polsat, по Radio Eska, Polonia 1, TV Polonia, а також деякими регіональними радіостанціями та місцевими кабельними Телевізійними станціями. З 2007 року можна помітити зростання інтересу до диско-поло, що проявляється більшою присутністю цього жанру в деяких ЗМІ або збільшенням кількості концертів. Однак цей жанр досі не пропагується багатьма радіо- і телеканалами і вважається символом несмаку.
Телевізійні станції, які просувають або просували цю музику з 2007 року, включають Polo TV, iTV, Polsat, Eska TV, Polsat 2, TVS, Polonia 1, Disco Polo Music, TVR, Vox Music TV, Power TV та Polsat Play, TV. Disco, VIVA Polska, Tele5, CSB TV, Edusat, Puls 2, ATM Entertainment, Kino Polska Muzyka, TV4 і TV6. Цю музичну тенденцію просувають також деякі радіостанції, Інтернет, напр. Радіо FTB, Discoparty.pl, Disco-Polo.fm, Discostacja або IRN, а також регіональні, зокрема Radio Express, Radio Hit, Radio Jard, Radio Kaszëbë, Polish Radio Kielce, Radio Leliwa, Polish Radio Lublin або Radio Silesia, Nasz Radio, Radio ZW та міжрегіональне радіо VOX FM та радіо WAWA, а раніше, з 8 квітня до 1 грудня 2013 р. міжрегіональне Радіо Плюс. Інтернет також впливає на відновлення інтересу до диско-поло, особливо на сайтах соціальних відео, таких як YouTube або Wrzuta.pl, що існував у 2006—2017 роках.
У літній сезон відбувається кілька фестивалів диско-поло, найбільшими з яких є Національний фестиваль танцювальної музики в Оструді (спочатку проводився в Кошаліні) з липня 1996 р. Та з 2011 р. у Кваково біля Кобильніці — фестиваль диско-поло та танцювальної музики в Польща — фестиваль дискотечних хітів — Кобильніца. Там виступають найбільші зірки польської танцювальної музики, а тисячі шанувальників приїжджають з усієї Польщі. Групи та виконавці диско-поло також беруть участь у багатьох концертах та благодійних акціях, в тому числі під час Великого оркестру святкової допомоги.

## Додаткова інформація

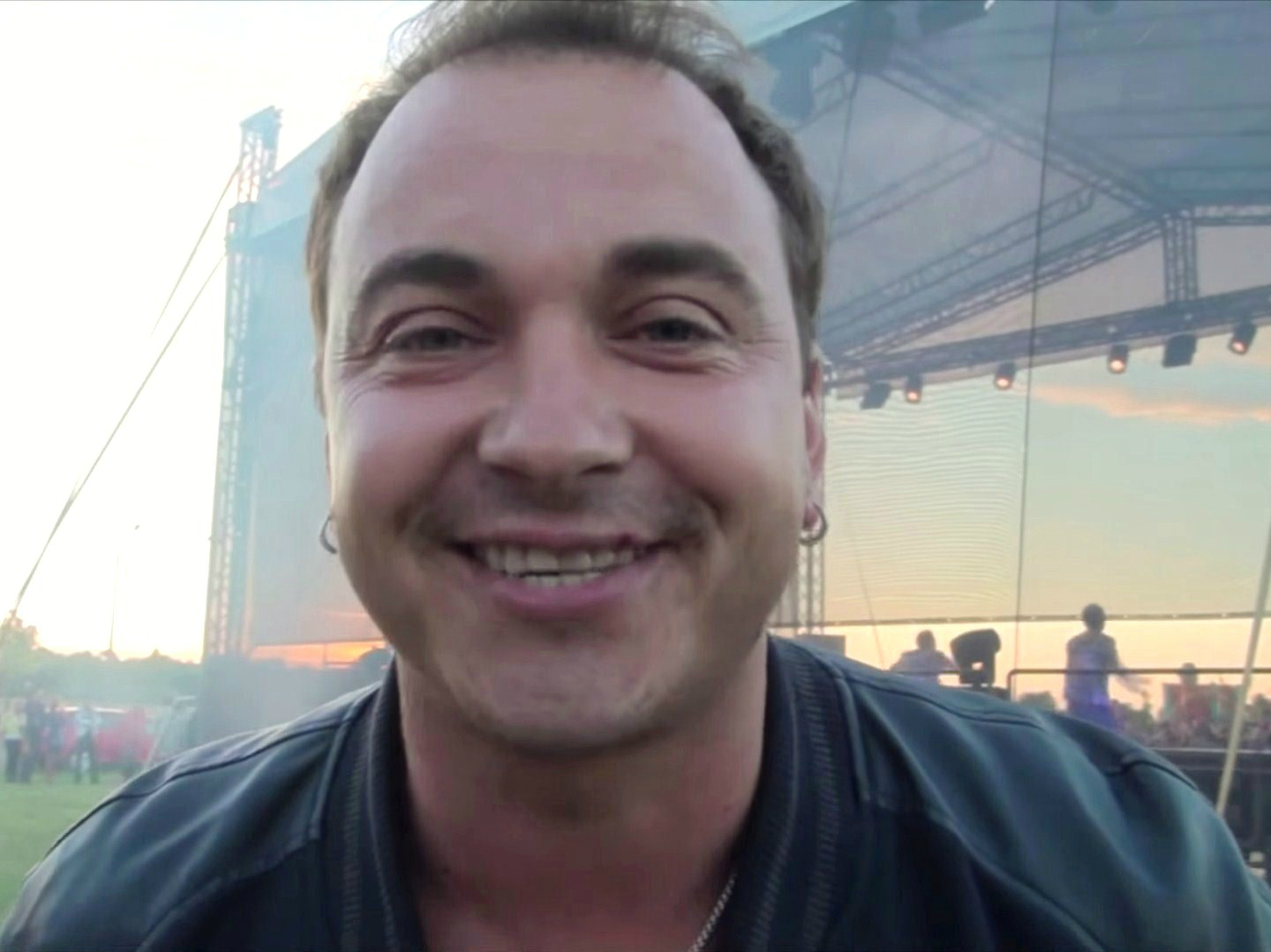
Радослав Лішевський

- Диско-поло зустріло жорстоку критику з боку прихильників інших музичних жанрів, які звинуватили його в примітивній музиці, наївних текстах, низькому рівні виконавства та відсутності оригінальності (дублюючі мотиви та візерунки, часто похідні від польської та зарубіжної музики 1960-х та 1970-х XX століття). Однак ця критика не вплинула на популярність самої музики. Прихильники цього жанру та групи, які його виконують, стверджують, що нині[коли?] прогресує професіоналізація диско-поло, покращилася музика та тексти пісень, а виконавці все частіше уникають співу під фонограму[79][99].
- У той же час деякі відомі виконавці старшого покоління брали участь у створенні течії диско-поло або користувалися його популярністю (наприклад, Януш Ласковський, Марлена Дроздовська, Богдан Смолен, Анджей Росевич, Стен Ту, Марек Кондрат, Пйотр Пренговський, гурт Happy End та Kabaret OT.ТО)[100].
- На початку 90-х Кшиштоф Кравчик співав і записував пісні в стилі італо-диско, на основі яких було створено диско-поло[101][102].
- Керівники мафії Прушкова та Воломіна інвестували у просування груп диско-поло[6]. На піку успіху цієї музики, в 1995—1997 роках, вони контролювали близько 70 відсотків ринку[24].
- У деяких ЗМІ використовується термін нео-диско-поло[103]. Митці, яких називають цим терміном, зазначають, що нове диско-поло характеризується «старою атмосферою», але у порівнянні з диско-поло з 90-х років ХХ століття зараз покращився запис та аранжування пісень.
- У 2014 році під час виступу на 51-му Національному фестивалі польської пісні в Ополі співачка Мариля Родович виконала свої кавери на пісні цього музичного жанру[104]. Це були пісні «Ти божевільна» («Jesteś szalona», оригінал виконував гурт Mirage[105] пов'язаний з цим жанром) та «Хай живе свобода» («Niech żyje wolność») з репертуару групи Boys та пісн. «Вона танцює для мене» («Ona tańczy dla mnie») гурту Weekend.

## Фестивалі диско-поло
Музика представлена на таких музичних фестивалях, як:

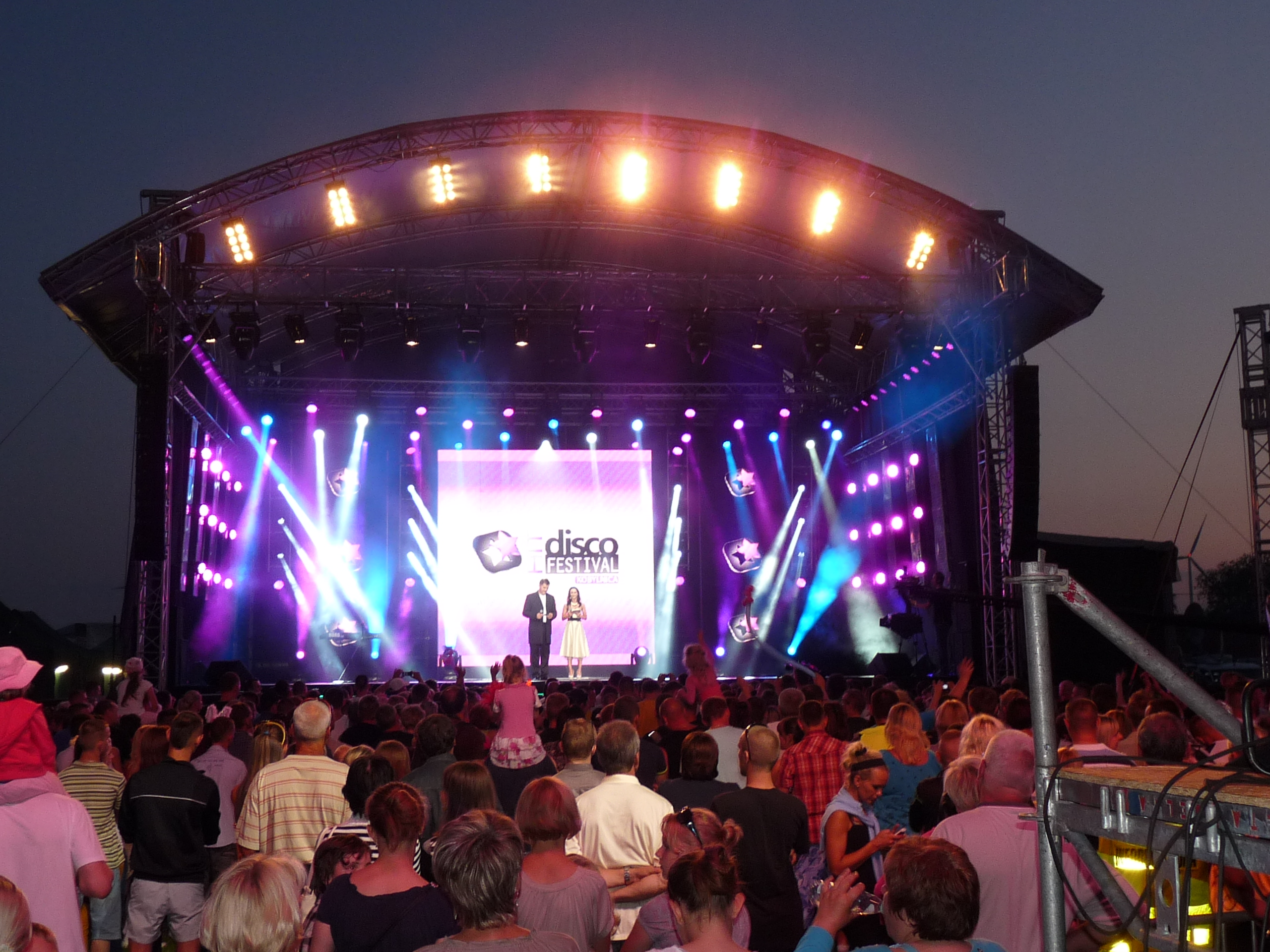
Фестиваль дискотечних хітів — Кобильніца

- Загальнопольський фестиваль танцювальної музики в Оструді (у 1997—2018 рр. і знову з 2021 р., в 2019 р. в Ольштині, натомість в 1996 р. в Кошаліні, а в 2020 р. він не проводився через епідемію COVID-19)[106]
- Прощання з літом в Ілові — з 1997 р.[107]
- Фестиваль дискотечних хітів — Кобильніца — з 2011 р.[108] по 2017 р.[109]
- Дискотека Мазовія — з 2011 р.[110]
- Фестиваль хітів Polo TV у Щецинеку — з 2014 року[111]
- Фестиваль зірок дискотеки в Рошкуві біля Яроцина — з 2017[112] по 2018[113]
- Дискотека під зірками — з 2014 року[114]
- Фестиваль танцювальної музики Кельці — з 2018 р.[115]
- Фестиваль весільних хітів Мронгово — з 2017 року[116]